# Logitech G27
Logitech G27 este un simulator auto compus din trei piese: pedale (frâna, accelerația și ambreiajul) volanul (2 padele, 2 butone, Rotația volanului de 900°) și schimbătorul (6 viteze + R, 10 butoane)

[[Categorie:Periferice de 
intrare]]
Logitech G27 fiind compatibil cu
majoritatea jocurilor de astăzi,
este o alegere ideală pentru
cei ce doresc o experiență
cât mai realistică.
Logitech, a descontinuat Volanul G27 în anul 2015,cu o altă generație de volane, G29 și G920. 
Disponibilitatea volanului este numai prin second hand.
Volan: 2.5 Nm de putere, 900° rotație,6 butoane programabile, piele cusută manual, structură din aluminiu și plastic.
Pedale: Accelerație:arc de putere foarte mică.
Frână: arc de putere foarte puternică.
Ambreaj: arc de putere medie.
Toate pedalele au sunt placate cu aluminiu, iar baza din plastic, oferind posibilitatea de a monta pe jos, pe un covor sau pe un stand special.
Schimbător: 6 viteze 6+1(o viteză marșarier) , D- Pad, 8 butoane programabile,o structură din plastic și aluminiu,nucă și apărătoare făcute din blană.